# Handball-Weltmeisterschaft der Frauen 2019/Qualifikation
Diese Seite beschreibt die Qualifikation zur Handball-Weltmeisterschaft der Frauen 2019 in Japan.

## Afrika
Afrika stellt drei Teilnehmer, die bei der Afrikameisterschaft 2018 ermittelt wurden. Die Meisterschaft fand vom 2. bis 12. Dezember 2018 in Brazzaville in Turnierform statt.
Qualifiziert für die WM 2019 sind:
- Angola (Afrikameister 2018)
- Senegal (2. der Afrikameisterschaften 2018)
- Demokratische Republik Kongo (3. der Afrikameisterschaften 2018)

## Amerika
Zum ersten Mal fand die WM-Qualifikation im Bereich der PATHF in zwei regional getrennten Turnieren statt.
Zwei Teilnehmer kommen aus Süd- und Zentralamerika, die im Dezember 2018 ermittelt wurden:
- Brasilien
- Argentinien

Im Mai und Juni 2019 wurde bei der Nordamerika- und Karibikmeisterschaft ein weiterer Teilnehmer ermittelt.
- Kuba

## Asien und Ozeanien
Die Kontinentalverbände Asiens (AHF) und Ozeaniens (OCHF) stellen neben Gastgeber Japan weitere vier Teilnehmer, die bei der Asienmeisterschaft 2018 ermittelt wurden. Die Meisterschaft fand vom 30. November bis 9. Dezember 2018 in Japan statt.
Qualifiziert für die WM 2019 sind:
- Japan (Gastgeber)
- Südkorea (Asienmeister 2018)
- Volksrepublik China (3. der Asienmeisterschaft 2018)
- Kasachstan (4. der Asienmeisterschaft 2018)
- Australien (Vertreter Ozeaniens; 5. der Asienmeisterschaft 2018)

## Europa

### Qualifikationsrunde
Nach Ende der ersten Qualifikationsphase ergaben sich in den vier Gruppen folgende Abschlusstabellen:
| Pl. | Verein   | Sp. | S | U | N | Tore     | Diff. | Punkte |
| --- | -------- | --- | - | - | - | -------- | ----- | ------ |
| 1.  | Slowakei | 3   | 3 | 0 | 0 | 0100:670 | +33   | 06:00  |
| 2.  | Ukraine  | 3   | 2 | 0 | 1 | 0111:800 | +31   | 04:20  |
| 3.  | Israel   | 3   | 1 | 0 | 2 | 073:840  | −11   | 02:40  |
| 4.  | Kosovo   | 3   | 0 | 0 | 3 | 059:1120 | −53   | 00:60  |

| Pl. | Verein   | Sp. | S | U | N | Tore    | Diff. | Punkte |
| --- | -------- | --- | - | - | - | ------- | ----- | ------ |
| 1.  | Schweiz  | 3   | 3 | 0 | 0 | 065:490 | +16   | 06:00  |
| 2.  | Litauen  | 3   | 1 | 0 | 2 | 075:710 | +4    | 02:40  |
| 3.  | Färöer   | 3   | 1 | 0 | 2 | 063:660 | −3    | 02:40  |
| 4.  | Finnland | 3   | 1 | 0 | 2 | 057:740 | −17   | 02:40  |

| Pl. | Verein       | Sp. | S | U | N | Tore    | Diff. | Punkte |
| --- | ------------ | --- | - | - | - | ------- | ----- | ------ |
| 1.  | Belarus      | 3   | 3 | 0 | 0 | 094:670 | +27   | 06:00  |
| 2.  | Griechenland | 3   | 2 | 0 | 1 | 057:620 | −5    | 04:20  |
| 3.  | Portugal     | 3   | 1 | 0 | 2 | 072:670 | +5    | 02:40  |
| 4.  | Italien      | 3   | 0 | 0 | 3 | 065:920 | −27   | 00:60  |

| Pl. | Verein         | Sp. | S | U | N | Tore     | Diff. | Punkte |
| --- | -------------- | --- | - | - | - | -------- | ----- | ------ |
| 1.  | Nordmazedonien | 3   | 3 | 0 | 0 | 0100:660 | +34   | 06:00  |
| 2.  | Island         | 3   | 2 | 0 | 1 | 0106:700 | +36   | 04:20  |
| 3.  | Türkei         | 3   | 1 | 0 | 2 | 078:920  | −14   | 02:40  |
| 4.  | Aserbaidschan  | 3   | 0 | 0 | 3 | 066:1220 | −56   | 00:60  |

Die Slowakei, die Schweiz, Weißrussland und Nordmazedonien qualifizierten sich als Gruppensieger für die Play-off-Spiele. Ebenfalls qualifiziert hat sich Island als bester Gruppenzweiter aufgrund der besseren Tordifferenz gegenüber der Ukraine und Griechenland. Mitentscheidend hierfür war der hohe 49:18-Sieg im letzten Gruppenspiel Islands gegen Aserbaidschan.

### Play-offs
Die Auslosung der Play-off-Spiele fand am 15. Dezember 2018 am Rande der EM in Frankreich statt.
| Topf 1 | Topf 2 |
| --- | --- |
| Norwegen (5. EM 2018) Schweden (6. EM 2018) Ungarn (7. EM 2018) Dänemark (8. EM 2018) Montenegro (9. EM 2018) Deutschland (10. EM 2018) Serbien (11. EM 2018) Spanien (12. EM 2018) Slowenien (13. EM 2018) | Polen (14. EM 2018) Tschechien (15. EM 2018) Kroatien (16. EM 2018) Österreich (EHF-Nationenranking) Nordmazedonien (Quali-Gruppensieger) Slowakei (Quali-Gruppensieger) Belarus (Quali-Gruppensieger) Schweiz (Quali-Gruppensieger) Island (bester Quali-Gruppenzweiter) |

Die Hinspiele fanden zwischen dem 31. Mai und 2. Juni 2019 statt; die entscheidenden Rückspiele wurden zwischen dem 4. und 6. Juni 2019 ausgetragen:
| Datum        | Uhrzeit | Heimmannschaft |   | Gastmannschaft | Ergebnis      |
| ------------ | ------- | -------------- | - | -------------- | ------------- |
| 1. Play-off: |         |                |   |                |               |
|              |         | Kroatien       | – | Deutschland    | 24:24 (11:10) |
|              |         | Deutschland    | – | Kroatien       | 25:21 (14:9)  |
| 2. Play-off: |         |                |   |                |               |
|              |         | Dänemark       | – | Schweiz        | 35:22 (18:10) |
|              |         | Schweiz        | – | Dänemark       | 14:26 (5:12)  |
| 3. Play-off: |         |                |   |                |               |
|              |         | Schweden       | – | Slowakei       | 33:18 (18:10) |
|              |         | Slowakei       | – | Schweden       | 24:45 (10:25) |
| 4. Play-off: |         |                |   |                |               |
|              |         | Weißrussland   | – | Norwegen       | 21:34 (10:17) |
|              |         | Norwegen       | – | Weißrussland   | 31:28 (21:11) |
| 5. Play-off: |         |                |   |                |               |
|              |         | Serbien        | – | Polen          | 33:19 (17:11) |
|              |         | Polen          | – | Serbien        | 30:27 (12:14) |
| 6. Play-off: |         |                |   |                |               |
|              |         | Tschechien     | – | Montenegro     | 26:24 (15:13) |
|              |         | Montenegro     | – | Tschechien     | 25:23 (12:11) |
| 7. Play-off: |         |                |   |                |               |
|              |         | Nordmazedonien | – | Slowenien      | 30:33 (14:15) |
|              |         | Slowenien      | – | Nordmazedonien | 38:27 (20:14) |
| 8. Play-off: |         |                |   |                |               |
|              |         | Österreich     | – | Ungarn         | 23:41 (9:20)  |
|              |         | Ungarn         | – | Österreich     | 28:19 (16:10) |
| 9. Play-off: |         |                |   |                |               |
|              |         | Spanien        | – | Island         | 35:26 (21:7)  |
|              |         | Island         | – | Spanien        | 32:31 (13:15) |

Die neun  Sieger der Play-offs sind für die Weltmeisterschaft 2019 qualifiziert.